# Агава Вильморена
Агава Вильморена (лат. Agave vilmoriniana) — суккулент, вид рода Агава (Agave) семейства Агавовые (Agavaceae). Особенностью этого вида является необычная розетка, которая по форме напоминает осьминога.

## История открытия и описания
Первые дикие агавы этого вида были найдены Д. Н. Роузом в 1899 году, вблизи города Халиско, штат Гвадалахара.
В 1913 году Альвином Бергером было сделано описание этого вида на основе выращенных в Ботаническом саде Парижа растений. Вид назван в честь Мориса де Вильморена.

## Ботаническое описание

### Морфология
Листья длинные линейные, постепенно сужающиеся и сворачивающиеся в длинный узкий конец, мясистые, сизовато-зелёные с тёмным мраморным рисунком, поникающие, края немного волнистые.

### Размножение
Семенами и отростками.

### Природный ареал
Мексика; как правило, произрастают в гористой местности на высоте 600—1700 м.